# Where Angels Fear to Tread
Where Angels Fear to Tread est un album de Mink DeVille sorti en 1983 chez Atlantic Records.

## Liste des titres
1. Each Word's a beat of my heart (Willy DeVille)
2. 'River of tears (Willy DeVille)
3. Demasiado Corazon (Too much heart) (Willy DeVille) (salsa)
4. Lilly's Daddy's Cadillac (Willy DeVille)
5. Around the corner (Ezio Leoni - Vito Pallazicini & Carl Sigman)
6. Pick up the pieces (Willy DeVille)
7. Love's got a hold on me (Willy DeVille)
8. Keep your Monkey away from my door (Willy DeVille)
9. Are you lonely tonight (Willy DeVille)
10. The moonlight let me down (Willy DeVille)